# 穆爾傑什蒂鄉
穆爾傑什蒂鄉（羅馬尼亞語：Comuna Murgești, Buzău），是羅馬尼亞的鄉份，位於該國東南部，由布澤烏縣負責管轄，面積29平方公里，海拔高度293米，2007年人口1,096，人口密度每平方公里38人。